# Иса-бегова џамија у Косовској Митровици
Иса-бегова џамија је џамија у Косовској Митровици.